# Unie van Brest
De Unie van Brest (Wit-Russisch: Берасьцейская унія; Berastsejskaja oenija, Oekraïens: Берестейська унія; Berestejska oenija Pools: Unia brzeska) was het resultaat van de in 1596 genomen beslissing van de orthodoxe metropolie van Kiev en heel Rusland - geografisch gesitueerd in het toenmalige Gemenebest Polen-Litouwen - om zich onder het gezag van de paus van Rome te plaatsen.

## Gezag van Rome
Met de Unie van Brest werden relaties met de patriarch van Constantinopel verbroken. De Unie van Brest was de belangrijkste manifestatie van een beweging om meer eenvormigheid op het gebied van religieuze zaken te bewerkstelligen. De bisschoppen stelden tijdens een synode in de stad Brest (in het westen van het huidige Wit-Rusland) een verklaring van 33 artikelen op, die geaccepteerd werd door paus Clemens VIII. De Unie werd plechtig afgekondigd in het Vaticaan.
Op te merken valt dat de metropolie Moskou zich in 1448 autocefaal had verklaard en zich zo had losgemaakt van het Patriarchaat Constantinopel. In 1589 erkende de patriarch van Constantinopel deze autocefalie en kon Moskou de titel van patriarch aannemen.
De meeste Witrussen en Oekraïners, in het toenmalige Gemenebest Polen-Litouwen, waren - vóór de Unie van Brest - aangesloten bij de metropolie van Kiev. De Oekraïense Grieks-katholieke Kerk en de Wit-Russisch-katholieke Kerk vonden hier hun oorsprong.

## Orthodoxie vervolgd
De Unie van Brest vestigde de Oekraïense Katholieke Kerk of Geünieerde kerk, waar de orthodoxe riten werden gevolgd, maar de autoriteit van de paus werd erkend. De meeste orthodoxe gelovigen wezen enige vereniging met Rome echter af en waren vastbesloten een onafhankelijke orthodoxe identiteit te bewaren. Het besluit leidde dan ook tot grote verdeeldheid. Toen de Geünieerde kerk eenmaal was gesticht, nam de druk op de Orthodoxe Kerk en haar gelovigen in belangrijke mate toe. Delen van de orthodoxe aristocratie, traditioneel de beschermers van de Kerk, bekeerden zich tot het Katholicisme, waardoor de kwetsbaarheid van de Orthodoxe kerk aanzienlijk toenam. Koning Sigismund III bracht al vanaf 1587 de Orthodoxe kerk in een benarde positie: 'hij verhoogde de status van katholieke hertogen en prinsen boven de Oekraïense, zodat de meeste hun Grieks-Orthodoxe geloof verlieten en Katholicisme omarmden. En de massa's, die de Grieks Orthodoxe kerk volgden raakten verarmd. Ze werden gezien als inferieur en werden de slaven en dienstmaagden van het Poolse volk en de Joden' (geschreven door de joodse geleerde Rabbi Nathan Hanover).
De vervolging van het orthodoxe geloof leidde tot grote risico's voor het Gemenebest. De leken in de steden werden gemobiliseerd om hun geloof te verdedigen. Het intellectuele leven van Kerk werd nieuw leven ingeblazen om haar katholieke rivalen op gelijk niveau tegemoet te treden. En nu de aristocratie bewakers van het geloof wegvielen, kwam er ruimte voor nieuwe verdedigers: de Kozakken. De orthodoxe hiërarchie, de adel die trouw aan hun geloof bleven, stadsbewoners en leken broederschappen, boeren én Kozakken vonden elkaar om de Orthodoxie te verdedigen. De vervolging van het orthodoxe geloof gaf de Oekraïense gemeenschap de gelegenheid om zich te mobiliseren. In 1648 leidde dit tot de grote opstand onder de kozakken hetman Bohdan Chmelnytsky.

## Splitsing Geünieerde kerk
Uiteindelijk viel de nieuw gevormde Oekraïens-katholieke Kerk uiteen in een katholieke Kerk in het westen van Oekraïne en een Oekraïens-orthodoxe Kerk in het oosten van het land. Hierin speelden politieke factoren een rol aangezien in de 17de eeuw het oosten onder Russische - dus ook oosters-orthodoxe - invloed kwam terwijl vanaf eind 18de eeuw in het westen de katholieke Habsburgse dynastie regeerde.